# Craterastrea levis
Espèce
Craterastrea levis est une espèce de coraux appartenant à la famille des Coscinaraeidae.